# A kiütés
A kiütés (eredeti címén: Grudge Match) 2013-ban bemutatott egész estés amerikai film, Peter Segal rendezésében.
Főszereplői Sylvester Stallone és Robert De Niro, akik kiöregedett, egy utolsó mérkőzésre ringbe lépő, rivális bokszolókat alakítanak. Stallone és De Niro korábban játszottak már sikeres bokszfilmben (Rocky és Dühöngő bika), ezenkívül mindketten szerepeltek az 1997-es Cop Land című filmben. Fontosabb mellékszerepekben Kim Basinger, Alan Arkin, Kevin Hart és Jon Bernthal látható. Vendégszereplőként tűnik fel többek között Michael Buffer sportbemondó, valamint Mike Tyson és Evander Holyfield bokszoló.
Az Amerikai Egyesült Államokban 2013. december 25-én került a mozikba a Warner Bros. forgalmazásában (az eredetileg tervezett bemutató 2014. január 10-én lett volna), Magyarországon 2014. március 27-én mutatták be a filmet.
A kiütés rosszul teljesített a jegypénztáraknál és a kritikusok is negatívan fogadták. Stallone Arany Málna-jelölést kapott legrosszabb férfi főszereplő kategóriában.

## Cselekmény
Fénykorukban a pittsburghi bokszolók, Henry "Penge" Sharp (Sylvester Stallone) és Billy "Kölyök" McDonnen (Robert De Niro) egymás riválisai lettek, miután két küzdelemben mindketten egy-egy alkalommal legyőzték a másikat (mely az egyetlen vereség volt mindkettőjük számára). Egy döntő összecsapás előtt Penge magyarázat nélkül visszavonult, feldühítve és sok pénzzel megrövidítve Kölyköt. Évekkel később az anyagi gondokkal küszködő és egy kikötőben dolgozó Pengét meglátogatja Dante Slate Jr. (Kevin Hart) promóter, hogy egy videójátékhoz felhasználhassa az egykori bokszoló mozgását. Korábban Slate kétes üzelmeket folytató apja juttatta Pengét ebbe a nehéz élethelyzetbe, így a sportoló nem kíván részt venni a projektben. A sikeres üzletekkel rendelkező Kölyök viszont örömmel lecsap a lehetőségre.
Penge a számláira és a gyógykezelésére vonakodva elfogad 15 ezer dollárt korábbi edzőjétől, "Villám" Conlontól (Alan Arkin). Egy stúdióban Penge és Kölyök találkozik egymással, utóbbi sértegetni kezdi ellenlábasát és az incidens verekedésbe torkollik, melynek során tönkreteszik a stúdiót, mielőtt letartóztatnák őket. A verekedés videófelvétele hamar elterjed a YouTube-on, ez adja az ötletet Slate-nek, hogy szervezzen egy végső meccset a két bokszoló között. Kölyök támogatja a tervét és pénzhiány, valamint állása elvesztése miatt Penge is kénytelen elfogadni a visszavágót. A sajtótájékoztatón Penge találkozik volt barátnőjével, Sally Rose-zal (Kim Basinger), aki fiatalkorukban megcsalta őt Kölyökkel és teherbe esett. Az azóta megözvegyült asszony szeretne ismét kapcsolatba lépni Pengével, de a férfi vonakodik.
Penge volt edzője, Villám segítségét kéri a felkészüléshez. Kölyköt tőle elhidegült felnőtt fia, B. J. (Jon Bernthal) segíti – Sally tiltakozása ellenére – és nemsokára szoros kapcsolat alakul ki apa és fia között. Villám tanácsára Penge megbocsát Sallynek. Mindketten próbálják lebeszélni a meccsről Pengét, amikor megtudják, hogy egyik szemére vak és maradandó sérüléseket szerezhet. Először bele is egyezik (feldühítve Kölyköt), de aztán vállalja a kockázatot, mert Kölyök vette el tőle két szerelmét: a bokszolást és Sallyt.
Az összes belépőjegy eladását ünneplő Kölyök elviszi unokáját, B. J. fiát, Treyt egy kocsmába, de nőügyei miatt magára hagyja a kisgyermeket. Trey véletlenül beindítja Kölyök autóját, mialatt nagyapja a hátsó ülésen szexel – bár nem történik baleset, Kölyköt letartóztatják és B. J. is tajtékzik a dühtől. Kölyök bocsánatot kér fiától és nekiajándékoz egy jegyzetfüzetet, melyben annak idején B. J. iskolai sporteredményeit vezette – látva, hogy apja valójában mindvégig törődött vele, B. J. megbocsát neki.
A teltházas mérkőzésen Kölyök kerül fölénybe, csúnyán összeverve és tudtán kívül kihasználva Penge gyengeségét, vagyis a rossz szemét. Értesülve ellenfele látásproblémájáról Kölyök sportszerűen kezd el bokszolni és fel is segíti a padlót fogott Pengét. Penge elkezdi dominálni a küzdelmet és egy kiütést követően ő is felsegíti Kölyköt. A meccset nagyon szorosan megosztott pontozással Penge nyeri meg, ezután mindkét férfi büszke szerettei körében ünnepel.
A végefőcím utáni jelenetben Penge az új tévéjén közösen nézi edzőjével a Dancing with the Stars táncműsort. Slate megpróbál egy másik meccset összehozni Mike Tyson és Evander Holyfield között. Holyfield csak akkor kezd el érdeklődni, amikor Slate felajánl neki egy szerepet a negyedik Másnaposok-filmben. Ezt hallva Tyson (a Másnaposok első két részének szereplője) dühösen közelíteni kezd Slate felé, mielőtt a jelenet befejeződne.

## Szereplők
| Színész            | Szerep                              | Magyar hang      |
| ------------------ | ----------------------------------- | ---------------- |
| Robert De Niro     | Billy "A kölyök" ("Kid") McDonnen   | Reviczky Gábor   |
| Sylvester Stallone | Henry "Penge" ("Razor") Sharp       | Gáti Oszkár      |
| Kim Basinger       | Sally Rose                          | Kovács Nóra      |
| Kevin Hart         | Dante Slate, Jr.                    | Simonyi Balázs   |
| Alan Arkin         | Louis "Villám" ("Lightning") Conlon | Fodor Tamás      |
| Joey Diaz          | Mikey                               | Faragó András    |
| LL Cool J          | Frankie Brite                       | Kálid Artúr      |
| Jon Bernthal       | B. J.                               | Varga Gábor      |
| Anthony Anderson   | Smirglikezű                         | N/A              |
| Mike Goldberg      | önmaga                              | Láng Balázs      |
| Chael Sonnen       | önmaga                              | Haagen Imre      |
| Larry Merchant     | önmaga                              | Orosz István     |
| Roy Jones          | önmaga                              | Kisfalusi Lehel  |
| Michael Buffer     | önmaga                              | Bognár Tamás     |
| Steve Levy         | önmaga                              | Bognár Tamás     |
| Mike Tyson         | önmaga                              | Schneider Zoltán |
| Evander Holyfield  | önmaga                              | Bolla Róbert     |
| Jim Lampley        | önmaga                              | Jakab Csaba      |
| John Buccigross    | önmaga                              | Király Adrián    |

## Fogadtatás

### Bevételi adatok
A film a nyitó hétvégén 7 millió dolláros bevételt hozott, így 11. helyen végzett a jegypénztáraknál. A 40 millió dollárból készült film világszerte összesen 44,9 millió dollárt termelt (29,8 millió dollárt az Egyesült Államokban és 15 millió dollárt a többi országban).

### Kritikai visszhang
A film kritikai fogadtatása negatív volt. A Rotten Tomatoes weboldalon 144 kritika alapján 31%-on áll, az oldal összegzése szerint a film időnként ugyan vicces, de összefüggéstelen és a közhelyes cselekményt az egyébként erős szereplőgárda is megsínyli.

### Díjak és jelölések
| Év   | Díj                          | Kategória                    | Jelölt személy                                                                               | Eredmény |
| ---- | ---------------------------- | ---------------------------- | -------------------------------------------------------------------------------------------- | -------- |
| 2014 | Arany Málna díj              | Legrosszabb férfi főszereplő | - Sylvester Stallone - (a Fejlövés és a Szupercella című filmjeivel közös jelölés)           | Jelölve  |
| 2014 | Acapulco Black Film Festival | Az év művészet               | - Kevin Hart - (a Kevin Hart: Let Me Explain és az Itt a vége című filmjeivel közös jelölés) | Elnyerte |

## Fordítás
- Ez a szócikk részben vagy egészben  a   Grudge Match című angol Wikipédia-szócikk fordításán alapul.  Az eredeti cikk szerkesztőit annak laptörténete sorolja fel. Ez a jelzés csupán a megfogalmazás eredetét és a szerzői jogokat jelzi, nem szolgál a cikkben szereplő információk forrásmegjelöléseként.